# SMS Hannover (1905)
«Ганновер» (SMS Hannover) — второй в серии из пяти броненосцев (нем. Panzerschiff) императорских военно-морских сил Германии типа «Дойчланд».
«Ганновер» был назван в честь административного центра земли Нижняя Саксония Ганновера. Заложен в 1904 на верфи Kaiserliche Werft, Вильгельмсхафен. Корабль был спущен на воду 29 сентября 1905 года, введен в состав флота открытого моря 1 октября 1907 года.
Участвовал в большинстве крупных маневров флота до начала Первой мировой войны. С началом Первой мировой войны в середине 1914 «Ганновер» и его систершипы защищали устье Эльбы от возможного британского вторжения, в то время как шла мобилизация остальной части флота. «Ганновер» и четыре других броненосца её класса были присоединены к Флоту Открытого моря как 2-е подразделение линейных кораблей. Это подразделение участвовало в большинстве крупномасштабных боевых действий в первые два года войны, в том числе в Ютландском сражении 31 мая — 1 июня 1916 года. Во время сражения Ганновер служил флагманом отряда из четырех броненосцев второго Подразделения флота. В первый день сражения, перед отступлением «Ганновер» и другие броненосцы столкнулись с несколькими британскими линейными крейсерами.
После сражения «Ганновер» и три однотипных броненосца назначили в береговую оборону. К 1917 они были сняты с вооружения и выполняли вспомогательные функции. В 1917 «Ганновер» недолго использовался в качестве корабля-мишени прежде чем был возвращен в состав флота и до конца войны действовал в Балтийском море. Судно было списано в декабре 1918, вскоре после окончания войны. После войны «Ганновер» был возвращен в состав Рейхсмарине и служил в составе флота в течение десяти лет (с 1921 по 1931 гг.).
«Ганновер» был исключен из военно-морского регистра и разоружен в 1935 году, планировалось преобразовать его в радиоуправляемое судно-мишень, но это не было реализовано. В конечном счете «Ганновер» был разобран на металл в период между 1944 и 1946 гг. в Бремерхафене. Колокол броненосца сохранен в Военном музее мстории Бундесвера в Дрездене.